# Diócesis de Kalay
La diócesis de Kalay (en latín: Dioecesis Kalayen(sis) y en birmano: ကလေးသာသနာ) es una circunscripción eclesiástica latina de la Iglesia católica en Birmania, sufragánea de la arquidiócesis de Mandalay. La diócesis tiene al obispo Felix Lian Khen Thang como su ordinario desde el 22 de mayo de 2010.

## Territorio y organización
La diócesis tiene 13 813 km² y extiende su jurisdicción sobre los fieles católicos de rito latino residentes en parte del estado Chin y parte de la región de Sagaing.
La sede de la diócesis se encuentra en la ciudad de Kalay, en donde se halla la Catedral de Santa María.
En 2019 en la diócesis existían 26 parroquias.

## Historia
La diócesis fue erigida el 22 de mayo de 2010 mediante la bula Ad aptius fovendum del papa Benedicto XVI obteniendo el territorio de la diócesis de Hakha.

## Estadísticas
De acuerdo con el Anuario Pontificio 2020 la diócesis tenía a fines de 2019 un total de 55 121 fieles bautizados.
| Año                                                                             | Población            | Población | Población      | Sacerdotes | Sacerdotes    | Sacerdotes    | Bautizados por sacerdote | Diáconos permanentes | Religiosos | Religiosos | Parroquias |
| Año                                                                             | Bautizados católicos | Total     | % de católicos | Total      | Clero secular | Clero regular | Bautizados por sacerdote | Diáconos permanentes | Varones    | Mujeres    | Parroquias |
| ------------------------------------------------------------------------------- | -------------------- | --------- | -------------- | ---------- | ------------- | ------------- | ------------------------ | -------------------- | ---------- | ---------- | ---------- |
| 2010                                                                            | 49 165               | 1 373 918 | 3.6            | 26         | 26            |               | 1890                     |                      |            | 84         | 20         |
| 2011                                                                            | 51 045               | 845 646   | 6.0            | 39         | 39            |               | 1308                     |                      |            | 66         | 22         |
| 2013                                                                            | 54 753               | 912 152   | 6.0            | 42         | 40            | 2             | 1303                     |                      | 2          | 74         | 24         |
| 2016                                                                            | 56 048               | 974 983   | 5.7            | 38         | 35            | 3             | 1474                     |                      | 3          | 231        | 22         |
| 2019                                                                            | 55 121               | 1 001 200 | 5.5            | 48         | 43            | 5             | 1148                     |                      | 5          | 252        | 26         |
| Fuente: Catholic-Hierarchy, que a su vez toma los datos del Anuario Pontificio. |                      |           |                |            |               |               |                          |                      |            |            |            |

## Episcopologio
- Felix Lian Khen Thang, desde el 22 de mayo de 2010